# Bielany-Żyłaki
Bielany-Żyłaki – wieś w Polsce położona w województwie mazowieckim, w powiecie sokołowskim, w gminie Bielany. Ma status sołectwa.
Leży przy trasie drogi krajowej nr 63, nad Starą Rzeką.
Wierni wyznania Rzymskokatolickiego zamieszkali we wsi należą do parafii Trójcy Przenajświętszej w Rozbitym Kamieniu.
Miejscowość jest siedzibą gminy Bielany.
Wierni kościoła rzymskokatolickiego należą do parafii Trójcy Przenajświętszej w Rozbitym Kamieniu.

## Historia
Pierwsze wzmianki pochodzą z 1489, gdy Mikołaj Żyłak z Suchożebrów kupił grunty pod osadę od Mikołaja Szalany i jego syna Jana. Na zakupionych gruntach Żyłak założył wieś nazwaną później Żylakami. Wieś miała charakter głównie drobnoszlachecki. Zamieszkiwali tu przede wszystkim Bielińscy, ale też inne rodziny szlacheckie i nieliczne chłopskie.
Zaścianek szlachecki Żyłaki należący do okolicy zaściankowej Bielony, położony był w drugiej połowie XVII wieku w ziemi drohickiej województwa podlaskiego.
Około 1867 miejscowość stała się siedzibą gminy Kowiesy, prawdopodobnie ze względu na obecność lokalu nadającego się na urząd. W 1921 roku w Bielanach-Żyłakach odnotowano 18 domów i 133 mieszkańców. Znajdował się tam również posterunek policji państwowej.
W latach 1954–1972 wieś należała i była siedzibą władz gromady Bielany. W latach 1975–1998 miejscowość administracyjnie należała do województwa siedleckiego.